# Josef Hellensteiner
Josef Hellensteiner (Tyrol, 26 de outubro de 1889 — St. Johann in Tirol, 7 de dezembro de 1980) foi um ciclista austríaco que competiu nos Jogos Olímpicos de Verão de 1912 em Estocolmo.
Nasceu em Tyrol, Áustria-Hungria e faleceu em St. Johann in Tirol, Áustria.
Em 1912, fez parte da equipe de ciclismo austríaca que terminou na sétima posição no contrarrelógio por equipes. No contrarrelógio individual, terminou em quadragésimo quinto.